# Alice Christabel Montagu Douglas Scott
Prinsesse Alice, hertuginde af Gloucester GCB GCVO GBE CI, født som lady Alice Christabel Montagu Douglas Scott den 25. december 1901 i London, død 29. oktober 2004 på Kensington Palace, var datter af John Montagu Douglas Scott, 7. hertug af Buccleuch og den ærede, senere lady Margaret Bridgeman (datter af George Bridgeman, 4. jarl af Bradford).

## Ægteskab
Lady Alice Montagu Douglas Scott giftede sig i 1935 på Buckingham Palace med prins Henry, hertug af Gloucester (1900-1974), tredje søn af Georg 5. af Storbritannien og dronning Mary. Hun blev derigennem tante (indgift faster) til dronning Elizabeth 2. af Storbritannien.  

## Efterkommere
Alice og Henry fik to sønner. Den ældste søn, prins William af Gloucester (1941-1972) døde ugift, mens faderen stadig var i live. 
Den næstældste søn prins Richard, hertug af Gloucester er gift med den dansk fødte Birgitte Eva Henriksen (hertuginde af Gloucester).
De har tre børn og seks børnebørn:
- Alexander Windsor, jarl af Ulster (født 1974)
  - Xan Richard Anders Windsor, Lord Culloden (født 2007)
  - Lady Cosima Rose Alexandra Windsor (født 2010)
- Lady Davina Elizabeth Alice Benedikte Windsor, gift Lewis (født 1977)
  - Senna Kowhai Lewis (født 2010)
  - Tāne Lewis (født 2012)
- Lady Rose Victoria Birgitte Louise Windsor, gift Gilman (født 1980)
  - Lyla Beatrix Christabel Gilman (født 2010)
  - Rufus Gilman (født 2012)

## Kongefamiliens ældste medlem
Prinsesse Alice døde i en alder af 102 år og 10 måneder. Hun blev det hidtil ældste medlem af den britiske kongefamilie. Hun blev ældre end dronningemoderen, der døde i 2002 i en alder af 101 år og otte måneder. 